# Leonid Hambro
Leonid Hambro (Chicago, 26 juin 1920 – New York, 23 octobre 2006) est un pianiste et compositeur américain.

## Biographie
Leonid Hambro naît à Chicago, de parents Juifs lituaniens immigrés. Son père, pianiste, accompagnait les films muets.
Il étudie à la Juilliard School et remporte le premier prix au concours Walter Naumburg à New York, en 1946. Il est l'associé musical de Victor Borge de 1961 à 1970 et parfois se produit avec Borge dans le reste de la carrière de Borge. En 1970, il est nommé à la tête du département de piano à l'Institut des Arts de Californie, à Valencia et vice-doyen de l'École de musique, postes qu'il occupe jusqu'en 1992.
Hambro a été artiste en résidence à l'Institut Aspen et le pianiste de la radio WQXR à New York. Il a joué avec P. D. Q. Bach et avec les concerts humoristiques Hoffnung. Il a publié avec Jascha Zayde, The Complete Pianist (publié chez Ludlow Music à New York). Il a également composé le morceau de piano Happy Birthday Dear Ludwig, un ensemble de cinq variations sur « Joyeux Anniversaire » dans le style des plus célèbres morceaux de Beethoven, comme le Menuet en sol, la Sonate « Pathétique », la Sonate « au clair de Lune », La Lettre à Élise et la Cinquième symphonie.
Hambro a sorti deux albums sur le label Cook Records, actuellement exploité par la Smithsonian Folkways. Ils sont intitulés, A Perspective of Beethoven-Pianoforte et Cook's Tour of High Fidelity et respectivement publiés en 1953 et 1965. Il a également enregistré pour AVCO Records en 1970, « Switched-on Gershwin », un album en duo avec Hambro au piano et avec le syntheszier Moog de Gershon Kingsley.
Le 22 décembre 2003, il reçoit les membres de la New York Atheists Inc., lors de leur première rencontre annuelle. Il affirmait être né athée et au long de sa vie, n'avoir jamais appartenu à aucune congrégation. Il est mort à New York, âgé de 86 ans.

## Discographie
- Mozart, Sonate pour piano K. 331 et Haydn, Sonates pour piano Hob.XVI:37 et 52 (LP Remington R-199-135)
- Schubert, Sonate Arpeggione - Leonard Rose, violoncelle (12-13 mai 1953, Sony) (BNF 39100586)

## Sources
- (en) « Obituary », Jewish Chronicle. 19 janvier 2007, p. 45.